# يوهان لودفيغ (مهندس معماري)
يوهان لودفيغ (بالألمانية: Johann Friedrich Ludwig)‏ (و. 1670 – 1752 م) هو مهندس معماري، وصائغ ذهب من ألمانيا، والبرتغال، توفي في لشبونة، عن عمر يناهز 82 عاماً.